# ديفيد إل. باريت
ديفيد إل. باريت (بالإنجليزية: David L. Barrett)‏ هو سياسي أمريكي، ولد في 22 مارس 1931 في الولايات المتحدة، وتوفي في 14 مايو 1999 في ملبورن في الولايات المتحدة. حزبياً، نشط في الحزب الديمقراطي. وقد انتخب عضو مجلس نواب فلوريدا.